# 我田引水
| ウィキペディアには「我田引水」という見出しの百科事典記事はありません（タイトルに「我田引水」を含むページの一覧/「我田引水」で始まるページの一覧）。 代わりにウィクショナリーのページ「我田引水」が役に立つかもしれません。 |